# Standard Twenty-Four
Der Standard Twenty-Four oder Standard 24 hp war der erste Sechszylinder-Pkw, den die Standard Motor Company in Coventry 1905 baute.
Dieser Wagen war 1905 das größere von zwei Modellen bei Standard. Der Wagen war konventionell ausgelegt und hatte einen vorne eingebauten Reihensechszylindermotor mit 4714 cm³ Hubraum und quadratischer Auslegung (Bohrung × Hub = 100 mm × 100 mm). Der viersitzige Tourenwagen besaß Hinterradantrieb. Das kleinere Vierzylindermodell gleicher Auslegung hieß 16 hp.
Bereits nach einem Jahr wurde der Wagen durch den 24/30 abgelöst.